# Muliang
Muliang (kinesiska: 木凉') är en köping i sydvästra Kina. Den ligger i stadsdistriktet Nanchuan, i storstadsområdet Chongqing, omkring 58 kilometer sydost om det centrala stadsdistriktet Yuzhong. Antalet invånare är 6 770. Befolkningen består av 3 374 kvinnor och 3 396 män. Barn under 15 år utgör 17,0 %, vuxna 15-64 år 66 %, och äldre över 65 år 16,0 %.